# Edberg
Edberg is een plaats (village) in de Canadese provincie Alberta en telt 155 inwoners (2006).